# Konstantin (Sohn der Martina)
Konstantin (mittelgriechisch Κωνσταντίνος, lateinisch Constantinus; * 615 in Konstantinopel [?]; † spätestens 631) war möglicherweise ein Sohn des oströmischen Kaisers Herakleios.

## Leben
Nach Theophanes wurde Konstantin 615 als erster gemeinsamer Sohn des Herakleios und dessen zweiter Ehefrau (und Nichte) Martina geboren und von Patriarch Sergios in der Marienkirche von Blachernae getauft. Um ihn vom drei Jahre älteren Thronfolger (Herakleios) Konstantin zu unterscheiden, sei er Κωνσταντίνος ἕτερος (Konstantinos heteros, „der andere Konstantin“) genannt worden. Am 1. Januar 617 wurde der junge Konstantin von seinem Halbbruder zum Caesar proklamiert. Danach verschwindet er aus der Überlieferung und ist wohl jung gestorben. Vielleicht ist Konstantin einer der beiden Kaisersöhne, deren Tod Nikephoros für das Jahr 631 berichtet. Der Caesar-Titel ging im folgenden Jahr auf Heraklonas über.